# Loren Jackson
Loren Cristian Jackson (Chicago, Illinois; 27 de diciembre de 1997) es un jugador de baloncesto estadounidense que pertenece a la plantilla del Legia Varsovia de la Polska Liga Koszykówki polaca. Con 1,73 metros de estatura, ocupa la posición de base. 

## Trayectoria deportiva

### Universidad
Jugó durante una temporada con los Long Beach State 49ers de la Universidad Estatal de California, Long Beach. Tras una temporada en blanco, en la temporada 2018-19 formaría parte de los Akron Zips de la Universidad de Akron en Ohio, en la que jugaría durante 3 temporadas. 

### Profesional
Tras no ser elegido en el Draft de la NBA de 2021, el 25 de junio de 2021, firma por el Chorale Roanne Basket de la Pro A francesa.
El 19 de agosto de 2022 firmó con el KK Studentski Centar de la Erste Liga montenegrina.
El 14 de julio de 2023, Jackson firmó con BCM Gravelines-Dunkerque de la LNB Pro A francesa. Tras disputar once partidos con el equipo francés, el 3 de diciembre rompió su contrato para fichar por el New Basket Brindisi de la Lega Basket Serie A italiana.
El 22 de enero de 2024 fichó por el Legia Varsovia de la Liga Polaca de Baloncesto (PLK).